# Предел числовой последовательности
Предел числовой последовательности — предел последовательности элементов числового пространства. Числовое пространство — это метрическое пространство, расстояние в котором определяется как модуль разности между элементами. Поэтому, число {\displaystyle a} называется пределом последовательности {\displaystyle \{x_{n}\}}, если для любого {\displaystyle \varepsilon >0} существует номер {\displaystyle N_{\varepsilon }}, зависящий от {\displaystyle \varepsilon }, такой, что для любого {\displaystyle n>N_{\varepsilon }} выполняется неравенство {\displaystyle \ |x_{n}-a|<\varepsilon }.
В случае комплексных чисел существование предела последовательности равносильно существованию пределов соответствующих последовательностей вещественных и мнимых частей комплексных чисел.
Предел (числовой последовательности) — одно из основных понятий математического анализа. Каждое вещественное число может быть представлено как предел последовательности приближений к нужному значению. Система счисления предоставляет такую последовательность уточнений. Целые и рациональные числа описываются периодическими последовательностями приближений, в то время как иррациональные числа описываются непериодическими последовательностями приближений. В численных методах, где используется представление чисел с конечным числом знаков, особую роль играет выбор системы приближений. Критерием качества системы приближений является скорость сходимости. В этом отношении, оказываются эффективными представления чисел в виде цепных дробей.

## История
Понятие предела последовательности использовалось ещё Ньютоном во второй половине XVII века и математиками XVIII века, такими как Эйлер и Лагранж, однако они понимали предел интуитивно. Первые строгие определения предела последовательности дали Больцано в 1816 году и Коши в 1821 году.

## Определение
Число {\displaystyle a\in \mathbb {R} } называется пределом числовой последовательности {\displaystyle \{x_{n}\}}, если последовательность {\displaystyle \{x_{n}-a\}} является бесконечно малой, то есть все её элементы, начиная с некоторого, по модулю меньше любого заранее взятого положительного числа.
{\displaystyle \lim _{n\to \infty }x_{n}=a~\Leftrightarrow ~\forall \varepsilon >0~\exists N(\varepsilon )\in \mathbb {N} \colon ~n\geqslant N~\Rightarrow |x_{n}-a|<\varepsilon }
(для всякого малого эпсилон найдётся номер, начиная с которого элементы последовательности будут отличаться от предела меньше чем на эпсилон)
Если число {\displaystyle a\in \mathbb {R} } является пределом числовой последовательности {\displaystyle \{x_{n}\}}, то говорят также, что последовательность {\displaystyle \{x_{n}\}} сходится к {\displaystyle a}.
Если никакое вещественное число не является пределом последовательности {\displaystyle \{x_{n}\}}, её называют расходящейся.
Для некоторых последовательностей предел полагают равным бесконечности.
А именно, говорят, что последовательность {\displaystyle \{x_{n}\}} стремится к бесконечности, если для любого вещественного числа все члены последовательности, начиная с некоторого, оказываются по модулю больше этого числа.
Формально,
{\displaystyle \lim _{n\to \infty }x_{n}=\infty ~\Leftrightarrow ~\forall E>0~\exists N(E)\in \mathbb {N} \colon ~\forall n\geqslant N\Rightarrow |x_{n}|>E}
Кроме того, если все элементы стремящейся к бесконечности последовательности, начиная с некоторого номера, имеют положительный знак, то говорят, что предел такой последовательности равен плюс бесконечности.
{\displaystyle \lim _{n\to \infty }x_{n}=+\infty ~\Leftrightarrow ~\forall E>0~\exists N(E)\in \mathbb {N} \colon ~\forall n\geqslant N\Rightarrow x_{n}>E}
Если же элементы стремящейся к бесконечности последовательности, начиная с некоторого номера, имеют отрицательный знак, то говорят, что предел такой последовательности равен минус бесконечности.
{\displaystyle \lim _{n\to \infty }x_{n}=-\infty ~\Leftrightarrow ~\forall E>0~\exists N(E)\in \mathbb {N} \colon ~\forall n\geqslant N\Rightarrow x_{n}<-E}
Любая последовательность, стремящаяся к бесконечности — неограниченная. Однако обратное неверно.
Частичный предел последовательности — это предел одной из её подпоследовательностей.
Верхний предел последовательности — это наибольшая из её предельных точек (что равносильно, наибольший частичный предел).
Нижний предел последовательности — это наименьшая из её предельных точек.

## Обозначения
Тот факт, что последовательность {\displaystyle \{x_{n}\}} сходится к числу {\displaystyle a} обозначается одним из следующих способов:
- {\displaystyle \lim _{n\to \infty }x_{n}=a}

или
- {\displaystyle x_{n}~{\xrightarrow[{n\to \infty }]{}}~a}

## Свойства
Существуют определённые особенности для предела последовательностей вещественных чисел.
Можно дать альтернативные определения предела последовательности. Например, называть пределом число, в любой окрестности которого содержится бесконечно много элементов последовательности, в то время, как вне таких окрестностей содержится лишь конечное число элементов. Таким образом, пределом последовательности может быть только предельная точка множества её элементов. Это определение согласуется с общим определением предела для топологических пространств.
Это определение обладает неустранимым недостатком: оно объясняет, что такое предел, но не даёт ни способа его вычисления, ни информации о его существовании. Всё это выводится из приводимых ниже (доказуемых по определению) свойств предела.

### Свойства
- Единственность предела.

{\displaystyle \lim _{n\to \infty }x_{n}=a,\;\lim _{n\to \infty }x_{n}=b\;\Rightarrow \;a=b}

#### Арифметические свойства
- взятия предела числовой последовательности является линейным, то есть проявляет два свойства линейных отображений.
  - Аддитивность. Предел суммы числовых последовательностей есть сумма их пределов, если каждый из них существует.
{\displaystyle \lim _{n\to \infty }(x_{n}+y_{n})=\lim _{n\to \infty }x_{n}+\lim _{n\to \infty }y_{n}}
  - Однородность. Константу можно выносить из-под знака предела.
{\displaystyle \forall k\in \mathbb {R} \colon \lim _{n\to \infty }kx_{n}=k\lim _{n\to \infty }x_{n}}
- Предел произведения числовых последовательностей факторизуется на произведение пределов, если каждый из них существует.
{\displaystyle \lim _{n\to \infty }(x_{n}\cdot y_{n})=\lim _{n\to \infty }x_{n}\cdot \lim _{n\to \infty }y_{n}}
- Предел отношения числовых последовательностей есть отношение их пределов, если эти пределы существуют и последовательность-делитель не является бесконечно малой.
{\displaystyle \lim _{n\to \infty }{\frac {x_{n}}{y_{n}}}={\frac {\lim \limits _{n\to \infty }x_{n}}{\lim \limits _{n\to \infty }y_{n}}}}

#### Свойства сохраненияпорядка
- Если все элементы сходящейся последовательности, начиная с некоторого номера, не превышают некоторого числа, то и предел этой последовательности также не превышает этого числа.
{\displaystyle \exists N\in \mathbb {N} ~\forall n\geqslant N\colon x_{n}\leqslant a~\Rightarrow ~\lim _{n\to \infty }x_{n}\leqslant a}
- Если некоторое число не превышает все элементы сходящейся последовательности, начиная с некоторого номера, то оно также не превышает и предела этой последовательности.
{\displaystyle \exists N\in \mathbb {N} ~\forall n\geqslant N\colon x_{n}\geqslant a~\Rightarrow ~\lim _{n\to \infty }x_{n}\geqslant a}
- Если некоторое число строго превышает все элементы сходящейся последовательности, начиная с некоторого номера, то предел этой последовательности не превышает этого числа.
{\displaystyle \exists N\in \mathbb {N} ~\forall n\geqslant N\colon x_{n}<a~\Rightarrow ~\lim _{n\to \infty }x_{n}\leqslant a}
- Если все элементы сходящейся последовательности, начиная с некоторого номера, строго превышают некоторое число, то это число не превышает предела этой последовательности.
{\displaystyle \exists N\in \mathbb {N} ~\forall n\geqslant N\colon x_{n}>a~\Rightarrow ~\lim _{n\to \infty }x_{n}\geqslant a}
- Если, начиная с некоторого номера, все элементы одной сходящейся последовательности не превышают соответствующих элементов другой сходящейся последовательности, то и предел первой последовательности не превышает предела второй.
{\displaystyle \exists N\in \mathbb {N} ~\forall n\geqslant N\colon x_{n}\leqslant y_{n}~\Rightarrow ~\lim _{n\to \infty }x_{n}\leqslant \lim _{n\to \infty }y_{n}}
- Для числовых последовательностей справедлива теорема о двух милиционерах (принцип двустороннего ограничения).
{\displaystyle \exists N\in \mathbb {N} ~\forall n\geqslant N\colon x_{n}\leqslant z_{n}\leqslant y_{n}~\Rightarrow ~\lim _{n\to \infty }x_{n}\leqslant \lim _{n\to \infty }z_{n}\leqslant \lim _{n\to \infty }y_{n}}

#### Другие свойства
- Сходящаяся числовая последовательность имеет только один предел.
{\displaystyle \lim _{n\to \infty }x_{n}=a~\land ~\lim _{n\to \infty }x_{n}=b~\Rightarrow ~a=b}

- Замкнутость. Если все элементы сходящейся числовой последовательности лежат на некотором отрезке, то на этом же отрезке лежит и её предел.
{\displaystyle \forall n\in \mathbb {N} \colon x_{n}\in [a,~b]~\Rightarrow ~\lim _{n\to \infty }x_{n}\in [a,~b]}

- Предел последовательности из одного и того же числа равен этому числу.
{\displaystyle \lim _{n\to \infty }x=x}

- Замена или удаление конечного числа элементов в сходящейся числовой последовательности не влияет на её предел.

- У возрастающей ограниченной сверху последовательности есть предел. То же верно для убывающей ограниченной снизу последовательности.

- Имеет место теорема Штольца.

- Если у последовательности {\displaystyle x_{n}} существует предел, то последовательность средних арифметических {\displaystyle {\frac {x_{1}+\dots +x_{n}}{n}}} имеет тот же предел (следствие из теоремы Штольца).

- Если у последовательности чисел {\displaystyle \{x_{n}\}} существует предел {\displaystyle x}, и если задана функция {\displaystyle f(x)}, определённая для каждого {\displaystyle x_{n}} и непрерывная в точке {\displaystyle x}, то
{\displaystyle \lim _{n\to \infty }{f(x_{n})}=f(x)}

### Примеры
- {\displaystyle \lim _{n\to \infty }{\frac {1}{n}}=\lim _{n\to \infty }{\frac {(-1)^{n}}{n}}=0}

- {\displaystyle \forall q\in \mathbb {R} \colon \lim _{n\to \infty }{\frac {q^{n}}{n!}}=0}

- {\displaystyle \lim _{n\to \infty }{\sqrt[{n}]{n}}=1}

- {\displaystyle \lim _{n\to \infty }\left(1+{\frac {1}{n}}\right)^{n}=e}

- {\displaystyle \forall a\in \mathbb {R} \setminus \{0\}\colon \lim _{n\to \infty }\underbrace {\sqrt {a+{\sqrt {a+\cdots +{\sqrt {a}}}}}} _{n}={\frac {1+{\sqrt {1+4a}}}{2}}}

- {\displaystyle \lim _{n\to \infty }x_{n}=x~\Rightarrow ~\lim _{n\to \infty }{\sqrt[{n}]{\prod _{k=1}^{n}x_{k}}}=x}

- {\displaystyle \forall n\in \mathbb {N} \colon x_{n}>0~\Rightarrow ~\lim _{n\to \infty }{\frac {x_{n+1}}{x_{n}}}=\lim _{n\to \infty }{\sqrt[{n}]{x_{n}}}}

- {\displaystyle \lim _{n\to \infty }n=+\infty }

- {\displaystyle \nexists \lim _{n\to \infty }(-1)^{n}}

## Случай комплексных чисел
Комплексное число {\displaystyle a} называется пределом последовательности {\displaystyle \{z_{n}\}}, если для любого положительного числа {\displaystyle \varepsilon } можно указать такой номер {\displaystyle N=N(\varepsilon )}, начиная с которого все элементы {\displaystyle z_{n}} этой последовательности удовлетворяют неравенству

{\displaystyle |z_{n}-a|<\varepsilon } при {\displaystyle n\geqslant N(\varepsilon )}

Последовательность {\displaystyle \{z_{n}\}}, имеющая предел {\displaystyle a}, называется сходящейся к числу {\displaystyle a}, что записывается в виде {\displaystyle \lim \limits _{n\to \infty }z_{n}=a}.

## Примеры
Не у всякой ограниченной последовательности существует предел. Например, если взять в качестве пространства множество вещественных чисел со стандартной топологией, а в качестве {\displaystyle x_{n}} последовательность {\displaystyle x_{n}=(-1)^{n}}, то у неё не будет предела (однако у неё можно найти верхний и нижний пределы, {\displaystyle 1,-1}, то есть пределы её подпоследовательностей — частичные пределы).